# Dähre
Dähre es un municipio situado en el distrito de Altmark-Salzwedel, en el estado federado de Sajonia-Anhalt (Alemania), a una altitud de 53 metros. Su población a finales de 2015 era de unos 1500 habitantes y su densidad poblacional, 20 hab/km².
Se encuentra junto a la frontera con el estado de Baja Sajonia.